# Центр близькосхідних досліджень
Центр близькосхі́дних дослі́джень (Association of Middle East Studies, AMES)— українська неурядова організація, розташована у Києві, один з найстаріших аналітичних центрів України (засновано ще 1994-го року) головною метою є надання рекомендацій та дослідницька діяльність, сприяння розробці та розвитку послідовної політики України на Близькому та Середньому Сході та в Центральній Азії/Кавказі. Центр вивчає питання, пов'язані з мусульманськими та іншими меншинами на території України. Інші сфери досліджень включають політичний іслам (ісламський фундаменталізм та інші ісламські ідеології), міграційні потоки зі Сходу на Захід, нафтогазові ринки Близького Сходу та регіону Каспію, питання реінтеграції депортованих народів в Криму.
З 2014 року, з початком російської агресії проти України, Центр зосереджує зусилля на питаннях попередження і трансформації конфліктів на Півдні та Сході України, на сприянні стійкості, розвитку і безпеці цих регіонів.
Центр співпрацює з міжнародними донорськими організаціями: National Endowment for Democracy, Kurve Wustrow, IREX, Фонд Євразія, Фонд Відродження, Фонд Фрідріха Еберта та агентствами ООН (UNDP, UNHCR), національними та міжнародними ЗМІ (Радіо «Свобода», «Голос Америки», Бі-Бі-Сі, "Тексти", "Громадський Простір" всі основні українські телерадіоканали, газети «Дзеркало тижня», «День» тощо).
Виконавчим директором Центру є Ігор Семиволос, Сергій Данилов - заступник директора.